# Стара Хмелювка
Стара Хмелювка (пол. Stara Chmielówka) — село в Польщі, у гміні Бакалажево Сувальського повіту Підляського воєводства.
Населення — 145 осіб (2011).
У 1975-1998 роках село належало до Сувальського воєводства.

## Демографія
Демографічна структура станом на 31 березня 2011 року:
|          | Загалом | Допрацездатний вік | Працездатний вік | Постпрацездатний вік |
| -------- | ------- | ------------------ | ---------------- | -------------------- |
| Чоловіки | 79      | 20                 | 46               | 13                   |
| Жінки    | 66      | 8                  | 37               | 21                   |
| Разом    | 145     | 28                 | 83               | 34                   |